# Al Marj (ville)
Pour les articles homonymes, voir Al Marj.
Al Marj ou El Merdj (en arabe : المرج) est une ville du nord-est de la Libye, capitale administrative du district d'Al Marj, en  Cyrénaïque (Est).

## Histoire
La plus grande partie de la ville a été détruite par un tremblement de terre de 5,6 degrés à l'échelle de Richter, le 11 mai 1963, qui a tué quelque 300 personnes et blessé 500 autres. La ville a été reconstruite à 5 km de l'emplacement d'origine; les travaux s'achevant vers 1970.